# A contraluz (álbum de Luz Casal)
A contraluz  es el sexto disco de la cantante española Luz Casal, puesto a la venta en 1991.

## Temas
| N.º | Título                  | Duración |  |
| 1.  | «Un pedazo de cielo»    |          |  |
| 2.  | «Se verá»               |          |  |
| 3.  | «Todo va bien»          |          |  |
| 4.  | «A 1000 km»             |          |  |
| 5.  | «Es por ti»             |          |  |
| 6.  | «Tal para cual»         |          |  |
| 7.  | «Qué día es hoy»        |          |  |
| 8.  | «Es mejor que te vayas» |          |  |
| 9.  | «Tu orgullo»            |          |  |
| 10. | «Piensa en mí»          |          |  |
| 11. | «Un año de amor»        |          |  |

## Sencillos
- "Piensa en mí"
- "Un pedazo de cielo"
- "Es por ti"
- "Tal para cual"
- "Un año de amor"